# بنجامين فرانكلين سميث
بنجامين فرانكلين سميث (بالإنجليزية: Benjamin Franklin Smith)‏ هو سياسي كندي، ولد في 8 مايو 1865 في كندا، وتوفي في 19 مايو 1944 في أوتاوا في كندا. انتخب عضو الجمعية التشريعية لنيو برونزويك ‏ وانتخب عضو مجلس الشيوخ الكندي وانتخب عضو مجلس العموم الكندي.